# 塚原鉄雄
塚原 鉄雄（つかはら てつお、1924年〈大正13年〉6月25日 - 1993年〈平成5年〉12月13日）は、日本の国語学者・国文学者。大阪市立大学名誉教授。

## 経歴
- 京都府に生まれる
- 旧制膳所中学校、二松学舎専門学校卒業
- 1948年（昭和23年）3月、京都大学文学部卒業
- 1955年（昭和30年）3月、京都大学大学院退学
- 大阪市立大学講師、助教授、教授
- 1985年（昭和60年）、定年退官、名誉教授、二松学舎大学教授
- 1993年（平成5年）、69歳で死去

## 著書
- 『新修竹取物語別記』（白楊社、1953年）　
  - 『新修竹取物語別記補訂』（新典社研究叢書202、新典社、2009年）上記の補訂版
- 『国語史原論 日本国語の史的展開』（塙選書、塙書房、1961年）
- 『王朝の文学と方法』（風間書房、1971年）
- 『思考と表現』（共文社、1979年）
- 『国公立大二次・私立大小論文』（〈大学入試対策シリーズ傾向と対策〉旺文社、1981年）
- 『高校生のための文章入門 国語表現テクニック』（旺文社、1983年）
- 『華甲夢幻 国語・国文・教育・雑感』（静江堂、1984年）
- 『王朝初期の散文構成』（笠間書院、1987年）
- 『新講古典文法』（新典社、1987年）
- 『伊勢物語の章段構成』（新典社研究叢書23、新典社、1988年）
- 『国語表現の史的形成』算賀有志編（新典社研究叢書63、新典社、1993年）
- 『国語構文の成分機構』（新典社研究叢書140、新典社、2002年）
- 『枕草子研究』（新典社研究叢書164、新典社、2004年）

## 共編著
- 『竹取物語索引』（三色菫の会、1953年）
- 『一日一題国文法の研究』谷山茂との共著（三省堂出版、1956年）
- 『御物本更級日記総索引』東節夫・前田欣吾共編（武蔵野書院、1956年）
- 『和泉式部日記総索引』東節夫・前田欣吾共編（武蔵野書院、1959年）
- 『解釈文法必携』遠藤嘉基との共著（中央図書出版、1960年）
- 『随想水晶婚』塚原幸子との共著（中央図書出版社、1963年）
- 『最新古典文法便覧』遠藤嘉基との共著（中央図書出版社、1965年）
- 『大和物語語彙索引』曽田文雄共編（笠間書院、1970年）
- 『狭衣物語語彙索引』秋本守英・神尾暢子共編（笠間書院、1975年）
- 『傾向と対策 小論文 新制度入試への徹底対策 国公立大=共通二次,私立大受験用』護雅夫・根本峰好との共著（〈大学入試対策シリーズ〉旺文社、1978年）
- 『国語副詞の史的研究 増補版』濱田敦・井出至との共著（新典社研究叢書148、新典社、2003年）

## 校注
- 『徒然草新抄』遠藤嘉基・浜田敦共編（中央図書出版社、1954年）
- 『堤中納言物語 上』神尾暢子と共に校注（影印校注古典叢書7、新典社、1976年）
- 『堤中納言物語 下』神尾暢子と共に校注（影印校注古典叢書13、新典社、1977年）
- 『堤中納言物語』（〈新潮日本古典集成第56回〉 新潮社、1983年）
- 『落窪物語 賀茂別雷神社三手文庫蔵本』塚原教授華甲記念刊行会編（新典社、1984年）